# Siti Fadilah Supari
Siti Fadilah Supari (ur. 6 listopada 1949 w Surakarcie) – indonezyjska lekarka; minister zdrowia Indonezji w okresie od 21 października 2004 r. do 20 października 2009 r.